# Peter Stickles
Peter Stickles (ur. 8 października 1976 w Nowym Jorku w stanie Nowy Jork) – amerykański aktor filmowy i telewizyjny. Wystąpił w roli podglądacza Caleba w komediodramacie erotycznym Johna Camerona Mitchella Shortbus (2006) i jako Damian Courtenay, lider gejowskiego kultu wampirów w serialu LGBT The Lair (2007).

## Kariera

### Shortbus
W 2003 został wyłoniony spośród blisko czterystu aktorów, którzy brali udział w castingu do filmu Johna Camerona Mitchela pt. Shortbus – wówczas znanego jako projekt o seksie, i otrzymał rolę Caleba, nowojorskiego voyeurysty. Przed castingiem skrypt do filmu właściwie nie istniał, został zbudowany dopiero po skompletowaniu pełnej obsady. Voyeurystyczna osobowość postaci Caleba zainspirowała Sticklesa na poważnie, a wręcz stała się ówczesnym elementem jego życia.
Wówczas badałem seks-kluby, niekoniecznie uczestnicząc w barwnym życiu ich bywalców, ale przyglądając się z pewnej odległości. Myślę, że Johnowi (Cameronowi Mitchelowi, reżyserowi – przyp.) podobała się idea nietypowej natury Caleba... Jak daleko zajdziesz, by dotknąć kogoś na odległość? – wyznał w wywiadzie dla magazynu „Seattle Times”.
W 2006 wraz z innymi aktorami filmu Shortbus – Sook-Yin Lee, Paul Dawson, Lindsay Beamish, PJ DeBoy, Raphael Barker, Jay Brannan i Justin Bond – został nominowany do Gotham Award jako najlepsza obsada filmowa.

### The Lair
Po sukcesie filmu Johna Camerona Mitchela, Stickles został gwiazdorem serialu LGBT stacji here! The Lair, który na telewizyjnych ekranach zadebiutował 1 czerwca 2007 jako spin off kultowego Hotelu Dantego. Wcielił się w postać Damiana, lidera gejowsko-wampirycznego kultu, prowadzącego prywatny klub dla homoseksualistów, których następnie obiera na swoje ofiary. Serial nie przypadł krytykom do gustu, lecz utrzymał się na antenie Here! do 2000, a Peter wystąpił w dwudziestu sześciu jego odcinkach.

### Inne role
Aktor wystąpił w licznych niskobudżetowych i przeznaczonych do dystrybucji domowej filmach grozy, m.in. w Cmentarnych wrotach, Meat Weed Madness oraz jego sequelu Meat Weed America.

## Życie prywatne
Stickles jest jawnym gejem, a swoją orientację ujawnił podczas burzy medialnej wokół filmu Shortbus, który de facto był filmem o tematyce LGBT.

## Filmografia
- 2000: Shaft jako Mickey Hunt
- 2000: Strangers with Candy jako fan
- 2004: Personal Sergeant' jako punk na ulicy
- 2005: Dead Serious jako zakładnik
- 2006: Meat Weed Madness jako Bin Smokin
- 2006: Shortbus jako Caleb
- 2006: Cmentarne wrota (Cemetery Gates) jako Hunter Belmont
- 2007: 2 Minutes Later jako Victor
- 2007: The Girl Next Door jako ratownik medyczny
- 2007: Sexina: Popstar P.I. jako Onski
- 2007: Meat Weed America jako Bin Smokin
- 2007-2008: The Lair jako Damian
- 2008: Eat Your Heart Out jako Vincent
- 2008: Watch Out jako Brian
- 2008: Evilution jako Stanfa
- 2009: George's Intervention jako Ben
- 2010: The Brides of Sodom jako Dominic
- 2010: BearCity jako wykonawca
- 2010: Psychosomatika jako Sage